# Прибутковий будинок Василя Кушнарьова
Прибутковий будинок Василя Кушнарьова (рос. Доходный дом Василия Кушнарёва) — будівля в Ростові-на-Дону, розташоване на Пушкінській вулиці (будинок 51). Особняк був побудований на початку 1900-х років. Він належав Василю Семеновичу Кушнарьову, братові відомого ростовського фабриканта Якова Кушнарьова. В даний час будівля перебуває у віданні Південного військового округу (ПВО). Прибутковий будинок В. С. Кушнарьова має статус об'єкта культурної спадщини регіонального значення.

## Історія
Прибутковий будинок був побудований на початку 1900-х років неподалік від тютюнової фабрики Якова Семеновича Кушнарьова. Особняк належав його старшому братові, Василю Кушнарьову. З двору прибуткового будинку був вихід у престижний «Літній театр-сад Буф». В будинку Кушнарьова розміщувався ресторан з відкритою верандою з боку двору.
У 1920-ті роки будівлю було націоналізовано і передано штабу Північно-Кавказького військового округу. У колишньому будинку Кушнарьова розмістилася їдальня. У роки Німецько-радянської війни було зруйновано дах будівлі, яку потім відновили з деякими змінами. У 2012 році штаб ПВО проводив реконструкцію будівлі, в ході якої була перебудована дах і змінений фасад.

## Архітектура
Фасад прибуткового будинку оформлений у східному стилі, що характерно для клубних будівель того часу. Споруда двоповерхова на високому цоколі. Віконні отвори верхнього поверху мають напівциркульні завершення. Архівольт вікон спираються на здвоєні візантійські колони. Фасад завершується високим карнизом з низьким парапетом. Будівлю прикрашають безліч декоративних елементів з ліпним східним орнаментом. Спочатку на даху будівлі височів купол, а в східній частині будинку була мармурова драбина.